# Шахйода Шаріпова
Шахйода Шарі́пова (тадж. Шаҳёда Шарипова; нар. 3 жовтня 1998, село Сарікішті, нохія Рудакі, Таджикистан) — таджицька поетеса.

## Біографія
Шахйода Шаріпова народилася 3 жовтня 1998 року в селі Сарікішті району Рудакі. Її батько був шофером, який дуже захоплювався читанням книжок. У 2016 році, після закінчення МТМУ № 74 Рудакінського району, спочатку подала документи на перекладацьке відділення Таджицького державного інституту мов імені Сотіма Улугзода, але, починаючи з 2 курсу, через мрію дитинства бути журналістом, перейшла до Інституту культури та мистецтва Таджикистану імені Мірзо Турсунзода та вивчала журналістику .

## Творча діяльність
Усі члени їх сім'ї були поетами, саме це оточення дало поштовх до написання віршів. Свій перший вірш про матір написала у 14 років, але він не був надрукований.
У 2014 році відвідала клуб Хайрандеша «Хамешабахар». Пізніше консультувалася з Гулрухсар, яка також сказала їй схвальні слова та побажання.
Вірші Шахйоди опубліковані в червневому номері журналу «Паёми Суғд». Поезія Шахйоди Шаріпової має схвальні відгуки серед любителів поезії. Як писала поетеса Адіба Худжанді: «Вірші Шахйоди сповнені троянд і лілій, тюльпанів творчості та юнацьких емоцій».